# マリア・リンドバーグ
マリア・リンドバーグ（Maria Lindberg、女性、1977年3月30日 - ）は、スウェーデンのプロボクサーである。

## 来歴
1999年よりフィンランドにてアマチュアで活動。2003年に米国でプロデビュー。2勝した後、4年のブランクを経て2008年にドイツでライセンス取得。
2009年9月19日、サラ・デービスとWIBF世界ライトミドル級王座決定戦を行い、3-0判定でタイトル獲得。
2010年11月20日、ダイアン・シュヴァフホファーとWIBA世界王座決定戦を行い、ジャッジ3人フルマークでタイトル獲得。
2011年5月27日、クリスティーナ・ハマーが持つが持つWBO・WBF女子世界ミドル級王座に挑戦するが、0-3判定負け。
2012年10月12日、フロアレア・リヘットを判定で降す。
2014年5月10日、Edita Lesnik相手にWIBA・WIBF統一世界ライトミドル級王座防衛に挑み、3回TKOでタイトル防衛。
11月1日、Mirjana Vujicと自身の持つWIBA・WIBF統一王座と空位のGBU女子世界ライトミドル級王座を懸けて対戦し、1回TKOで3王座王座統一に成功。
12月13日、Mirjana VujicとWIBA・WIBF・GBU王座防衛を懸けて再戦、4回TKOで返り討ちにしタイトル防衛。

## 戦績
- 14戦 11勝 5KO 1敗 2分

## 獲得タイトル
- WIBF世界ライトミドル級王座
- WIBA世界ライトミドル級王座
- GBU世界ライトミドル級王座